# Riencourt-lès-Bapaume
Riencourt-lès-Bapaume är en kommun i departementet Pas-de-Calais i regionen Hauts-de-France i norra Frankrike. Kommunen ligger i kantonen Bapaume som tillhör arrondissementet Arras. År 2022 hade Riencourt-lès-Bapaume 32 invånare.

## Befolkningsutveckling
Antalet invånare i kommunen Riencourt-lès-Bapaume
| Referens: INSEE |